# Gary Ridgway
Gary Leon Ridgway (Salt Lake City, 18 de fevereiro de 1949), conhecido popularmente como Green River Killer, é um assassino em série americano. Foi inicialmente condenado por 48 casos de assassinato. Para evitar a pena de morte, confessou mais de 70 homicídios, embora, quando condenado, foi sentenciado por 49 assassinatos, o que o torna o segundo assassino em série mais prolífico da história dos Estados Unidos em termos de mortes confirmadas. Suas vítimas eram todas mulheres, muitas adolescentes, mortas entre as décadas de 1980 e 1990, no estado de Washington.
A maioria das vítimas de Ridgway eram supostamente trabalhadoras sexuais (especialmente prostitutas) e outras mulheres em circunstâncias vulneráveis, incluindo adolescentes que fugiram de casa. A imprensa deu seu apelido, "O Assassino do Rio Verde", já que suas primeiras cinco vítimas foram encontradas perto do Rio Verde ("Green River"). Ele estrangulava suas vítimas utilizando os braços ou um cinto de couro. Gary se livrava dos corpos jogando-os nas margens do rio ou em áreas arborizadas pelo Condado de King, retornando com certa frequência para ter relação sexual com os cadáveres.
Em 30 de novembro de 2001, enquanto Ridgway deixava a fábrica de caminhões de Kenworth onde trabalhava, em Renton, Washington, ele foi preso pela polícia sob a acusação de assassinar quatro mulheres, baseado em evidências de DNA. Como parte do seu acordo para evitar receber a pena capital, Ridgway concordou em divulgar para as autoridades a localização dos corpos das outras mulheres que ele havia matado. Em dezembro de 2003, ele recebeu 48 sentenças de prisão perpétua, sem possibilidade de condicional. Cumpriu pena no Presídio Estadual de  Washington, em Walla Walla, entre 2004 e 2015, quando foi transferido para o presídio de segurança máxima de USP Florence, em Florence, Colorado, mas em outubro de 2015 voltou para Washington.

## Começo da vida
Gary Ridgway nasceu em 18 de fevereiro de 1949, em Salt Lake City, Utah, o segundo de três filhos do casal Mary e Thomas Ridgway. Sua vida na casa era conturbada; parentes descreveram sua mãe como dominadora e disseram que, quando jovem, ele testemunhou muitas discussões violentas entre seus pais. Seu pai era um motorista de ônibus que costumava reclamar da presença de prostitutas.
Ridgway costumava urinar na cama até seus 13 anos de idade e sua mãe frequentemente lavava seus genitais após cada incidente, normalmente o fazendo de camisola ou alguma roupa curta. Mais tarde, ele diria aos psicólogos de defesa que, quando adolescente, tinha sentimentos conflitantes de raiva e atração sexual por sua mãe e fantasiava em matá-la.
Ridgway era disléxico e isso o atrasou bastante na escola. Quando tinha 16 anos, ele esfaqueou um menino de seis anos, que sobreviveu ao ataque. Ridgway levou o menino para a floresta e o apunhalou pelas costelas em seu fígado, afirmando depois que queria saber "como era a sensação".
Foi reportado que o QI de Ridgway era muito baixo, não passando de oitenta.

## Vida adulta
Ridgway se formou na Tyee High School, na cidade de SeaTac, em 1969, e se casou com sua namorada do colégio de 19 anos, Claudia Kraig. Ele então se juntou a Marinha dos Estados Unidos e foi enviado para o Vietnã, onde serviu num navio de suprimentos, chegando a ver combate. Durante seu tempo na marinha, Ridgway frequentemente se relacionava com prostitutas e contraiu gonorreia; embora irritado com isso, ele continuou a fazer sexo sem proteção. Quando ele retornou do Vietnã, seu casamento acabou.
Quando questionados sobre Ridgway após sua prisão, amigos e familiares o descreveram como amigável, mas estranho. Seus dois primeiros casamentos resultaram em divórcio por causa da infidelidade de ambos os parceiros. Sua segunda esposa, Marcia Winslow, alegou que ele chegou a estrangula-la. Ele se tornou muito religioso durante seu segundo casamento, pregando de porta em porta, lendo a bíblia em voz alta no trabalho e em casa e insistindo que sua esposa seguisse os rígidos ensinamentos de seu pastor. Ridgway também costumava chorar após sermões ou sua leitura da bíblia. Apesar de suas crenças, Ridgway continuou a solicitar os serviços de prostitutas e queria que sua esposa participasse de sexo em lugares públicos e inadequados, às vezes até em áreas onde os corpos de suas vítimas foram descobertos posteriormente.
De acordo com as mulheres de sua vida, Ridgway tinha um apetite sexual insaciável. Suas três ex-esposas e várias ex-namoradas relataram que ele exigia sexo delas várias vezes ao dia. Frequentemente, ele gostava de fazer sexo em áreas públicas ou na floresta. O próprio Ridgway admitiu ter uma fixação por profissionais do sexo, com quem ele tinha uma relação de amor/ódio. Ele frequentemente reclamava da presença delas em seu bairro, mas também tirava proveito de seus serviços regularmente. Alguns especularam que Ridgway estava dividido entre seus impulsos e suas firmes crenças religiosas.
Com sua segunda esposa Marcia, Ridgway teve um filho, Matthew (nascido em 1975).

## Assassinatos

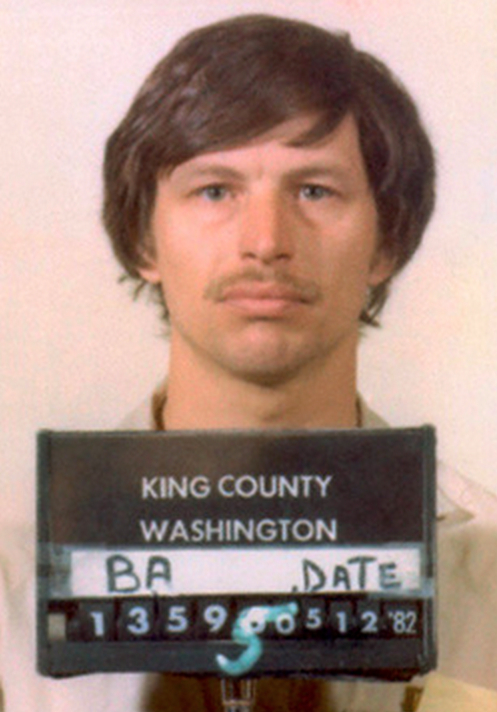
Uma mugshot de Ridgway durante sua breve detenção pelas autoridades em 1982.

Ao longo das décadas de 1980 e 1990, acredita-se que Gary Ridgway tenha assassinado pelo menos 71 mulheres, geralmente adolescentes ou muito jovens, próximo a área de Seattle e Tacoma, no estado de Washington. Em declarações ao tribunal, Ridgway mais tarde relatou que havia matado tantas pessoas que havia perdido a conta. A maioria dos assassinatos ocorreu entre 1982 e 1984. As vítimas eram, em sua grande maioria, mulheres em situação vulnerável (financeira ou emocionalmente), como prostitutas ou jovens que fugiam de casa, que ele pegava ao longo da Rodovia Pacific South. Ridgway às vezes mostrava fotos de seu filho para gerar confiança nas vítimas, dando a elas uma falsa sensação de segurança. Eles então se envolviam em atividades sexuais e quando as convencia a fazer sexo por trás, Ridgway envolvia o antebraço na parte da frente de seus pescoços e usava o outro braço para puxar o antebraço o mais firmemente que pudesse, estrangulando a vítima. Ele matou a maioria das vítimas em sua casa, seu caminhão ou em áreas isoladas. A maioria dos corpos foi despejada em áreas arborizadas ao redor do Green River (ou "Rio Verde"), na região do Aeroporto Internacional de Seattle-Tacoma e outras áreas do Condado Sul de King.
Também foram encontradas duas vítimas confirmadas e outras duas suspeitas na área de Portland, no Oregon. Os corpos eram frequentemente deixados em grupos, às vezes posados, geralmente nus. Ele às vezes voltava ao local onde enterrava os corpos das vítimas e tinha relações sexuais com eles. Ridgway mais tarde explicou que não considerava a necrofilia mais satisfatória sexualmente, mas fazer sexo com as falecidas reduzia sua necessidade de obter uma vítima viva e, assim, limitou sua exposição que podia terminar em sua captura pelas autoridades. Como a maioria dos corpos não foi descoberta até que restassem apenas os esqueletos, duas vítimas nunca foram identificadas. Ridgway ocasionalmente contaminava os locais de despejo com chicletes, cigarros e materiais pertencentes a outras pessoas, e até chegou a transportar os restos mortais de algumas vítimas através das fronteiras do estado para o Oregon a fim de confundir a polícia.
No começo da década de 1980, o Escritório do Xerife do Condado de King formou uma força tarefa para investigar os assassinatos. Entre seus membros estavam Robert Keppel e Dave Reichert, que entrevistaram periodicamente o assassino em série encarcerado Ted Bundy em 1984. Bundy ofereceu suas opiniões sobre a psicologia, as motivações e o comportamento do assassino. Ele sugeriu que o criminoso estava visitando novamente os locais onde deixava os corpos para poder fazer sexo com suas vítimas, o que acabou sendo verdade, e disse que se a polícia encontrasse uma cova nova, eles deveriam vigiá-la e esperar que ele voltasse. Também contribuindo para a investigação foi John E. Douglas, quem desenvolveu um perfil do suspeito.
Ridgway chegou a ser preso em 1982 e no começo de 2001 sob acusações relacionadas à prostituição. Ele se tornou suspeito dos assassinatos de Green River em 1983. Em 1984, chegou a ser submetido a um teste de polígrafo, mas passou sem problemas. Em 7 de abril de 1987, a polícia coletou amostras de cabelo e saliva de Ridgway.
Por volta de 1985, Ridgway começou a namorar com Judith Mawson, com os dois se casando em 1988. Mawson afirmou, em uma entrevista em 2010, que quando ela se mudou para a casa dele enquanto eles estavam namorando, não havia tapete lá. Mais tarde, os detetives disseram a ela que ele provavelmente havia enrolado um corpo no tapete. Na mesma entrevista, ela descreveu como ele saía para trabalhar de manhã cedo em alguns dias, aparentemente para conseguir horas extras. Mawson especulou que Gary devia ter cometido alguns dos assassinatos enquanto supostamente trabalhava nesses turnos da manhã. Ela alegou que não havia suspeitado dos crimes de Ridgway antes de ser contatada pelas autoridades em 1987, e nem mesmo tinha ouvido falar do Assassino de Green River antes dessa época porque ela não assistia aos noticiários.
A autora Pennie Morehead entrevistou Ridgway na prisão, onde afirmou que enquanto estava no relacionamento com Mawson, sua taxa de mortalidade caiu e que ele realmente a amava. De suas 49 vítimas conhecidas, apenas três foram mortas depois que ele se casou com Mawson. Ela chegou a dizer a um repórter de televisão local: "Sinto que salvei vidas [...] sendo sua esposa e o fazendo feliz."
Por quase vinte anos, a polícia não conseguiu encontrar o Assassino de Green River, apesar de vários homens terem sido interrogados, inclusive Ridgway. O caso esfriou por vários anos, mas a polícia do condado nunca desistiu completamente. No começo dos anos 2000, avanços na tecnologia forense trouxe uma nova luz ao caso. As amostras de DNA coletadas em 1987 foram então submetidas a uma impressão genética, fornecendo as evidências para seu mandado de prisão. Em 30 de novembro de 2001, Ridgway estava na fábrica de caminhões de Kenworth, onde ele trabalhava como pintor, quando a polícia chegou para prende-lo. Gary Ridgway foi preso sob suspeita de assassinato de quatro mulheres quase 20 anos antes, depois de ser identificado como um potencial suspeito, quando as evidências de DNA o ligaram de forma conclusiva ao sêmen deixado nas vítimas. As quatro vítimas citadas na denúncia original eram Marcia Chapman, Opal Mills, Cynthia Hinds e Carol Ann Christensen. Mais três vítimas - Wendy Coffield, Debra Bonner e Debra Estes - foram adicionadas à acusação depois que um cientista forense identificou esferas de tinta spray microscópicas como uma marca específica e composta de tinta usada na fábrica Kenworth, onde Gary trabalhava, durante o prazo específico em que essas vítimas foram mortas.

## Acordo com a promotoria, confissões e sentença
No começo de agosto de 2003, redes de televisão de Seattle reportaram que Ridgway havia sido transferido de uma cadeia de segurança máxima do Condado de King para uma de segurança média de Airway Heights. Outras notícias afirmaram que seus advogados, liderados por Anthony Savage, estavam fechando um acordo de confissão com a promotoria que o pouparia da pena de morte em troca de sua completa confissão de uma série de assassinatos de Green River.
Em 5 de novembro de 2003, Ridgway firmou seu acordo de confissão nas 48 acusações de homicídio agravado em primeiro grau. O acordo entre Gary e a promotoria foi concordado em junho, o poupando da pena de morte em troca de sua colaboração para encontrar todas as vítimas que ele deixou quanto fosse possível e fornecer todos os detalhes que ele lembrava de suas mortes. Em sua declaração que acompanhou sua confissão de culpa, Ridgway explicou que matou todas as suas vítimas dentro do Condado de King, em Washington, e que transportou e se livrou dos restos mortais das duas mulheres perto de Portland para tentar confundir a polícia.
Um dos promotores, Jeffrey Baird, observou no tribunal que o acordo continha "os nomes de 41 vítimas que não seriam objeto do caso State v. Ridgway se não fosse pelo acordo" firmado com Gary. O procurador-chefe Norm Maleng explicou a decisão a respeito do acordo com Gary Ridgway:
"Poderíamos ter avançado com sete contagens, mas isso é tudo que poderíamos esperar resolver. Ao final daquele julgamento, qualquer que fosse o resultado, haveria dúvidas persistentes sobre o restante desses crimes. Este acordo foi o caminho para a verdade. E no final, a busca pela verdade ainda é o motivo de termos um sistema de justiça criminal ... Gary Ridgway não merece nossa misericórdia. Ele não merece viver. A misericórdia fornecida pela resolução de hoje é dirigida não a Ridgway, mas às famílias que sofreram tanto."
Em 18 de dezembro de 2003, o juiz Richard Jones condenou Ridgway a 48 sentenças de prisão perpétua sem possibilidade de condicional, a ser cumprida consecutivamente. Ele também foi condenado a mais 10 anos por adulteração de evidências para cada uma das 48 vítimas, adicionando 480 anos de prisão a suas 48 sentenças de prisão perpétua.
Ridgway levou promotores a três corpos ainda em 2003. Em 16 de agosto daquele ano, os restos mortais de uma menina de 16 anos foram encontrados perto Enumclaw, Washington, a doze metros da Rodovia Estadual 410, que foi identificada como sendo de Pammy Annette Avent, que anteriormente acreditava-se que tivesse mesmo sido uma vítima do Assassino do Green River. Os restos de Marie Malvar e April Buttram foram encontrados em setembro de 2003.
Em 23 de novembro de 2005, a Associated Press relatou que um caminhante de fim de semana encontrou o crânio de uma das 48 mulheres que Ridgway admitiu ter assassinado em seu acordo judicial de 2003 com os promotores do Condado de King. O crânio de outra vítima, Tracy Winston, que tinha 19 anos quando desapareceu de Northgate Mall (Seattle), em 12 de setembro de 1983, foi encontrado em 20 de novembro de 2005, por um homem caminhando em uma área arborizada perto da Autoestrada 18 nas cercanias de Issaquah, ao sul de Seattle.
Ridgway confessou mais assassinatos confirmados do que qualquer outro serial killer americano. Ao longo de um período de cinco meses de entrevistas com a polícia e o promotor, ele confessou 48 assassinatos, 42 dos quais estavam na lista de prováveis vítimas do Assassino de Green River. Em 9 de fevereiro de 2004, os promotores do condado começaram a divulgar os registros de vídeo das confissões de Ridgway. Em uma entrevista gravada, ele inicialmente disse aos investigadores que era responsável pela morte de 65 mulheres. Em outra entrevista gravada com o xerife Reichert, em 31 de dezembro de 2003, Ridgway alegou ter assassinado 71 vítimas e confessou ter feito sexo com elas antes de matá-las, um detalhe que ele não revelou até depois de sua sentença.
Em sua confissão, ele reconheceu que tinha como alvo as prostitutas porque elas eram "fáceis de pegar" e que ele "odiava a maioria delas". Ele confessou que fez sexo com alguns dos corpos de suas vítimas depois de assassiná-las, mas alegou que começou a enterrar as vítimas posteriores para que pudesse resistir ao impulso de cometer necrofilia.
Ridgway diria mais tarde que assassinar mulheres jovens era sua "carreira".

## Prisão perpétua
Ridgway foi aprisionado na Penitenciária Estadual de Washington em Walla Walla em janeiro de 2004. Em 14 de maio de 2015, ele foi transferido para o USP Florence High, um presídio de segurança máxima no Condado de Fremont, Colorado. Em setembro de 2015, após um clamor público e discussões com o governador Jay Inslee, o Secretário penitenciário Bernie Warner anunciou que Ridgway seria transferido de volta para Washington para ficar "facilmente acessível" para investigações abertas de assassinato. Ridgway retornou para a Penitenciária Estadual de Washington em Walla Walla, em 24 de outubro de 2015.

## Vítimas
Antes da confissão de Ridgway, autoridades atribuíram 49 assassinatos ao "Assassino do Green River". Mais tarde, Gary Ridgway confessou ter assassinado 71 pessoas.

### Confirmadas
Na época da sentença de Ridgway, em 18 de dezembro de 2003, as autoridades conseguiram encontrar pelo menos 48 conjuntos de restos mortais, incluindo vítimas não originalmente atribuídas ao assassino de Green River. Ridgway foi condenado pela morte de cada uma dessas 48 vítimas, com um acordo de confissão onde ele iria "se declarar culpado de todo e qualquer caso futuro (no Condado de King) onde sua confissão pudesse ser corroborada por evidências confiáveis."
| #  | Nome                      | Idade | Desaparecimento                  | Corpo encontrado        |
| -- | ------------------------- | ----- | -------------------------------- | ----------------------- |
| 1  | Wendy Lee Coffield        | 16    | 8 de julho de 1982               | 15 de julho de 1982     |
| 2  | Gisele Ann Lovvorn        | 17    | 17 de julho de 1982              | 25 de setembro de 1982  |
| 3  | Debra Lynn Bonner         | 23    | 25 de julho de 1982              | 12 de agosto de 1982    |
| 4  | Marcia Fay Chapman        | 31    | 1 de agosto de 1982              | 15 de agosto de 1982    |
| 5  | Cynthia Jean Hinds        | 17    | 11 de agosto de 1982             | 15 de agosto de 1982    |
| 6  | Opal Charmaine Mills      | 16    | 12 de agosto de 1982             | 15 de agosto de 1982    |
| 7  | Terry Rene Milligan       | 16    | 29 de agosto de 1982             | 1 de abril de 1984      |
| 8  | Mary Bridget Meehan       | 18    | 15 de setembro de 1982           | 13 de novembro de 1983  |
| 9  | Debra Lorraine Estes      | 15    | 20 de setembro de 1982           | 30 de maio de 1988      |
| 10 | Linda Jane Rule           | 16    | 26 de setembro de 1982           | 31 de janeiro de 1983   |
| 11 | Denise Darcel Bush        | 23    | 8 de outubro de 1982             | 12 de junho de 1985     |
| 12 | Shawnda Leea Summers      | 16    | 9 de outubro de 1982             | 11 de agosto de 1983    |
| 13 | Shirley Marie Sherrill    | 18    | 20–22 de outubro de 1982         | 14 de junho de 1985     |
| 14 | Rebecca "Becky" Marrero   | 20    | 3 de dezembro de 1982            | 21 de dezembro de 2010  |
| 15 | Colleen Renee Brockman    | 15    | 24 de dezembro de 1982           | 26 de maio de 1984      |
| 16 | Sandra Denise Major       | 20    | 24 de dezembro de 1982           | 30 de dezembro de 1985  |
| 17 | Wendy Marie Stephens      | 14    | Março de 1983                    | 21 de março de 1984     |
| 18 | Alma Ann Smith            | 18    | 3 de março de 1983               | 2 de abril de 1984      |
| 19 | Delores LaVerne Williams  | 17    | 8–14 de março de 1983            | 31 de março de 1984     |
| 20 | Lori Anne Razpotnik       | 15    | 1982                             | Dezembro de 1985        |
| 21 | Gail Lynn Mathews         | 23    | 10 de abril de 1983              | 18 de setembro de 1983  |
| 22 | Andrea Marion Childers    | 19    | 14 de abril de 1983              | 11 de outubro de 1989   |
| 23 | Sandra Kay Gabbert        | 17    | 17 de abril de 1983              | 1 de abril de 1984      |
| 24 | Kimi-Kai Ryks Pitsor      | 16    | 17 de abril de 1983              | 15 de dezembro de 1983  |
| 25 | Mary-Jane Malvar          | 18    | 30 de abril de 1983              | 26 de setembro de 2003  |
| 26 | Carol Ann Christensen     | 21    | 3 de maio de 1983                | 8 de maio de 1983       |
| 27 | Martina Theresa Authorlee | 18    | 22 de maio de 1983               | 14 de novembro de 1984  |
| 28 | Cheryl Lee Wims           | 18    | 23 de maio de 1983               | 22 de março de 1984     |
| 29 | Yvonne Antosh             | 19    | 31 de maio de 1983               | 15 de outubro de 1983   |
| 30 | Carrie Ann Rois           | 15    | 31 de maio – 13 de junho de 1983 | 10 de março de 1985     |
| 31 | Constance Elizabeth Naon  | 19    | 8 de junho de 1983               | 27 de outubro de 1983   |
| 32 | Tammie Charlene Liles     | 16    | 9 de junho de 1983               | 23 de abril de 1985     |
| 33 | Kelly Marie Ware          | 22    | 18 de julho de 1983              | 29 de outubro de 1983   |
| 34 | Tina Marie Thompson       | 21    | 25 de julho de 1983              | 20 de abril de 1984     |
| 35 | April Dawn Buttram        | 16    | 18 de agosto de 1983             | 30 de agosto de 2003    |
| 36 | Debbie May Abernathy      | 26    | 5 de setembro de 1983            | 31 de março de 1984     |
| 37 | Tracy Ann Winston         | 19    | 12 de setembro de 1983           | 27 de março de 1986     |
| 38 | Maureen Sue Feeney        | 19    | 28 de setembro de 1983           | 2 de maio de 1986       |
| 39 | Mary Sue Bello            | 25    | 11 de outubro de 1983            | 12 de outubro de 1984   |
| 40 | Pammy Annette Avent       | 15    | 26 de outubro de 1983            | 16 de agosto de 2003    |
| 41 | Delise Louise Plager      | 22    | 30 de outubro de 1983            | 14 de fevereiro de 1984 |
| 42 | Kimberly Nelson           | 21    | 1 de novembro de 1983            | 14 de junho de 1986     |
| 43 | Lisa Lorraine Yates       | 19    | 23 de dezembro de 1983           | 13 de março de 1984     |
| 44 | Mary Exzetta West         | 16    | 6 de fevereiro de 1984           | 8 de setembro de 1985   |
| 45 | Cindy Anne Smith          | 17    | 21 de março de 1984              | 27 de junho de 1987     |
| 46 | Patricia Michelle Barczak | 19    | 17 de outubro de 1986            | 3 de fevereiro de 1993  |
| 47 | Roberta Joseph Hayes      | 21    | 7 de fevereiro de 1987           | 11 de setembro de 1991  |
| 48 | Marta Reeves              | 36    | 5 de março de 1990               | 20 de setembro de 1990  |
| 49 | Patricia Ann Yellowrobe   | 38    | Janeiro de 1998                  | 6 de agosto de 1998     |

- Antes da confissão de Ridgway, as autoridades não atribuíram ao Assassino de Green River as mortes das vítimas Rule, Barczak, Hayes, Reeves, Yellowrobe e Jane Doe B-20.[33]
- A confissão e as instruções de Ridgway levaram as equipes de busca da polícia a encontrar os corpos de Avent, Buttram e Malvar entre agosto e setembro de 2003.
- Na terça-feira, 21 de dezembro de 2010, uns transeuntes perto da Rodovia de West Valley, em Auburn, Washington, encontraram uma caveira nas proximidades de onde os restos mortais de Marie Malvar foram encontrados em 2003. O crânio foi identificado como pertencente a Rebecca "Becky" Marrero, que foi vista pela última vez saindo do Western Six Motel na Rua South 168th e Rodovia Pacific South em 3 de dezembro de 1982. O promotor do Condado de King confirmou que Ridgway seria formalmente acusado de seu assassinato em 11 de fevereiro de 2011.[35] Em 18 de fevereiro, ele se declarou culpado pelo assassinato de Rebecca Marrero, acrescentando uma 49ª sentença de prisão perpétua às 48 existentes. Ridgway confessou ter matado Marrero em seu acordo inicial de culpa, mas devido a falta de evidências físicas, as acusações não foram formalmente feitas. Portanto, não houve mudança em seu atual status de encarceramento.[37]
- Os restos mortais de Tracy Winston foram encontrados, sem seu crânio, no Parque Cottonwood Grove em Kent, Washington, em março de 1986. O crânio de Winston foi encontrado em novembro de 2005 próximo a Montanha Tiger, quilômetros de distância do local da descoberta do resto de seu corpo. A polícia presumiu que alguém o carregou até o local.[38]
- Sandra Denise Major não foi identificada até junho de 2012. Um membro da família dela pediu para o xerife do Condado de King para investigar depois de ver um filme na TV sobre Ridgway. Uma análise de DNA confirmou a identidade de Major.[39][40]
- Wendy Stephens, anteriormente chamada de "Jane Doe B-10", não foi identificada inicialmente.[41] Ridgway alegou que ela era uma mulher branca com uns 20 anos e possivelmente tinha cabelos castanhos. O exame dos restos mortais sugeriu que ela tinha realmente entre 12 e 18 anos, sendo mais provavelmente em torno de 15.[42] Mais tarde foi confirmado que ela tinha 14 anos de idade. A análise do esqueleto da vítima indicou que ela provavelmente era canhota e em algum ponto de sua vida havia sofrido uma fratura no crânio na região da têmpora esquerda que havia recebido tratamento.[43]
- Jane Doe B-17 foi descoberta em 2 de janeiro de 1986; restos mortais que foram encontrados em outra área em 18 de fevereiro de 1984 foram posteriormente associados a esta vítima. Em 2003, Ridgway assumiu a responsabilidade por sua morte.[44] Em dezembro de 2023, o teste de DNA feito no Parabon NanoLabs identificou a vítima como Lori Anne Razpotnik, que fugiu de casa em 1982, aos 15 anos.[45]
- Jane Doe B-20 foi descoberta em agosto de 2003. Como os restos mortais eram parciais, seu rosto não pôde ser reconstruído e sua raça não pôde ser determinada, mas estima-se que ela tivesse entre 13 e 24 anos na época de sua morte. Estima-se que ela tenha sido assassinada entre 1970 e 1993, mas acredita-se que sua morte aconteceu durante a primeira década da onda de assassinatos de Ridgway.[46][47] Em janeiro de 2024, testes de DNA identificaram a vítima como Tammie Liles. Um conjunto separado de restos mortais de Liles foi encontrado no Oregon em 1985 e identificado em 1988 a partir de registros dentários.[48][49]

### Lista de vítimas da força tarefa
Ridgway era suspeito de - embora nunca tenha sido acusado - assassinar as seis vítimas restantes da lista original atribuída ao Assassino de Green River. Em cada caso, ou Ridgway não confessou a morte da vítima ou as autoridades não foram capazes de corroborar suas suspeitas com evidências confiáveis.
| Nome                      | Idade | Desaparecimento       | Corpo encontrado    |
| ------------------------- | ----- | --------------------- | ------------------- |
| Amina Agisheff            | 35    | 7 de julho de 1982    | 18 de abril de 1984 |
| Kasee Ann Lee (née Woods) | 16    | 28 de agosto de 1982  | Não descoberta      |
| Kelly Kay McGinniss       | 18    | 28 de junho de 1983   | Não descoberta      |
| Angela Marie Girdner      | 16    | Julho de 1983         | 22 de abril de 1985 |
| Patricia Osborn           | 19    | 20 de outubro de 1983 | Não descoberta      |

- Ridgway negou ter matado Amina Agisheff. Ela não se enquadra no perfil de nenhuma das vítimas do Assassino de Green River, considerando sua idade, e ela não era profissional do sexo ou adolescente fugitiva.[54]
- Embora nunca tenha sido acusado de seu assassinato, durante interrogatórios policiais em 2003, Ridgway confessou ter matado Kasee Ann Lee (nascida: Woods). Ele afirmou que estrangulou Lee em 1982 e deixou o corpo dela perto de um cinema drive-in do lado de fora perto da Rodovia de Sea-Tac.[55] Os policiais não conseguiram localizar os restos mortais de Lee no lixão que Ridgway indicou.[56]
- Existem evidências que sugerem que Ridgway assassinou Kelly Kay McGinniss. Pouco antes de seu desaparecimento, McGinniss foi interrogada por um policial do porto de Seattle enquanto "namorava" Ridgway perto da rodovia de SeaTac. Além disso, durante o verão de 2003, Ridgway levou as autoridades aos corpos de várias de suas vítimas. Um desses corpos, mais tarde identificado como o de April Buttram, foi inicialmente identificada por Ridgway como sendo o de McGinniss. De acordo com Ridgway, ele costumava confundir McGinniss com Buttram por causa de seus físicos semelhantes.[57]
- Ridgway é suspeito das mortes de Angela Marie Girdner e Tammie Liles. Seus corpos foram descobertos a menos de um quilômetro dos restos mortais de outras duas vítimas conhecidas, Shirley Shirell e Denise Bush. Liles permaneceu sem ser identificada até 1998 e Girdner até outubro de 2009.[58]

### Suspeito
Ridgway foi considerado suspeito nos desaparecimentos/assassinatos de várias outras mulheres não atribuídas na época ao Assassino de Green River. Nenhuma acusação formal foi feita.
| Nome                                                           | Idade        | Desaparecimento       | Corpo encontrado     |
| -------------------------------------------------------------- | ------------ | --------------------- | -------------------- |
| Mulher negra não identificada (possivelmente chamada Michelle) | Desconhecido | Dezembro de 1980      | Não descoberta       |
| Kristi Lynn Vorak                                              | 13           | 31 de outubro de 1982 | Não descoberta       |
| Patricia Ann Leblanc                                           | 15           | 12 de agosto de 1983  | Não descoberta       |
| Rose Marie Kurran (chamada de "Curran" na mídia, as vezes)     | 16           | 26 de agosto de 1987  | 31 de agosto de 1987 |
| Darci Warde                                                    | 16           | 24 de abril de 1990   | Não descoberta       |
| Cora McGuirk                                                   | 22           | 12 de julho de 1991   | Não descoberta       |

- Uma mulher negra não identificada, possivelmente com o primeiro nome Michelle, foi uma possível vítima de Ridgway. Ela nunca foi localizada ou identificada.[60]
- Cora McGuirk foi mãe do jogador da NBA Martell Webster. McGuirk desapareceu quando seu filho tinha quatro anos.[61]
- Ridgway foi suspeito por muito tempo pelo assassinato em 1987 de Rose Marie Kurran, uma viciada e prostituta de 16 anos,[62] mas foi recentemente descartado como suspeito.[63]